# قائمة أكثر ألعاب نينتندو 3دي إس مبيعا

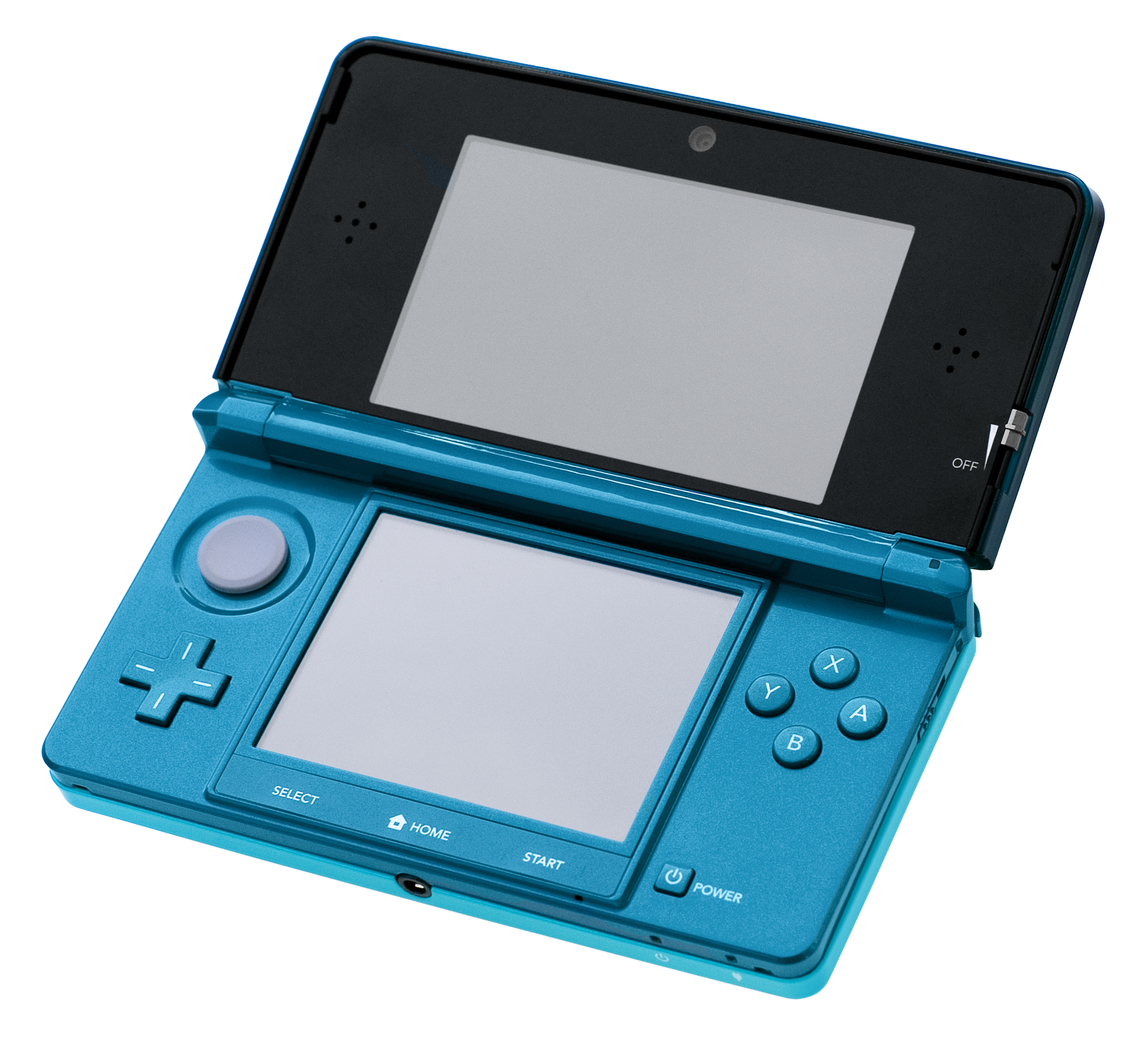
نينتندو 3دي إس

قائمة أكثر ألعاب نينتندو 3دي إس مبيعًا التي قد باعت أو صدرت على الأقل مليون نسخة مُرتَّبة تنازليًا حسب عدد النسخ المباعة. هذه القائمة تشمل مبيعات التجزئة والرقمية على متجر نينتندو. بالإضافة إلى ذلك، الألعاب المحزومة مع نظام نينتندو 3دي إس محسوبة أيضًا.

## قائمة الألعاب
| العنوان                                           | النسخ المباعة | توقف المبيعات                                          | تاريخ الإصدار                                                                  |
| ------------------------------------------------- | ------------- | ------------------------------------------------------ | ------------------------------------------------------------------------------ |
| بوكيمون إكس أند واي                               | 16.06 مليون   | —                                                      | 12 أكتوبر 2013                                                                 |
| ماريو كارت 7                                      | 14.82 مليون   | —                                                      | ديسمبر 2011                                                                    |
| بوكيمون صن أند مون                                | 14.69 مليون   | —                                                      | نوفمبر 2016                                                                    |
| بوكيمون أوميغا روبي أند ألفا سابفاير              | 13.68 مليون   | —                                                      | نوفمبر 2014                                                                    |
| سوبر ماريو 3دي لاند                               | 11.17 مليون   | 1.88 مليون في اليابان، 3.85 ملايين في الولايات المتحدة | نوفمبر 2011                                                                    |
| نيو سوبر ماريو برذرز 2                            | 11.09 مليون   | —                                                      | ياب: 28 يوليو 2012 أور: 17 أغسطس 2012 أس: 18 أغسطس 2012 أ.ش: 19 أغسطس 2012     |
| أنيمل كروسينج: نيو ليف                            | 10.45 ملايين  | —                                                      | ياب: 8 نوفمبر 2012 أ.ش: 9 يونيو 2013 أور: 14 يونيو 2013 أس: 15 يونيو 2013      |
| سوبر سماش برذرز فور نينتندو 3دي إس                | 8.59 ملايين   | —                                                      | ياب: 13 سبتمبر 2014 أ.ش، أور: 3 أكتوبر 2014 أس: 4 أكتوبر 2014                  |
| توموداتشي لايف                                    | 5.58 ملايين   | —                                                      | ياب: 18 أبريل 2013 أ.ش، أور: 6 يونيو 2014 أس: 7 يونيو 2014                     |
| قصر لويجي: القمر المظلم                           | 5.20 ملايين   | 0.83 ملايين في اليابان، 1.92 مليون حول العالم          | مارس 2013                                                                      |
| أسطورة زيلدا: الأكرينا من الوقت 3دي               | 4.52 ملايين   | مليون في الولايات المتحدة                              | يونيو 2011                                                                     |
| منستر هنتر 4                                      | 4.1 ملايين    | 4 ملايين في اليابان                                    | ياب: 14 سبتمبر 2013                                                            |
| منستر هنتر جينيريشنز                              | 4.1 ملايين    | 3.2 ملايين في اليابان                                  | ياب: 28 نوفمبر 2015 أ.ش: 15 يوليو 2016 أور: 16 يوليو 2016                      |
| منستر هنتر 4 ألتيميت                              | 4 ملايين      | 2.7 ملايين في اليابان، مليون حول العالم                | أ.ش، أور: 13 فبراير 2015 أس: 14 فبراير 2015 ياب: 11 أكتوبر 2014                |
| نينتندوغز + كاتس                                  | 3.96 ملايين   | —                                                      | ياب: 26 فبراير 2011 أ.ش: 27 مارس 2011 أور: 25 مارس 2011                        |
| يوكاي واتش 2: غانسو أند هونكي                     | 3.1 ملايين    | 3.1 ملايين في اليابان                                  | ياب: 10 يوليو 2014                                                             |
| عبور حيواني: مصمم المنزل السعيد                   | 3.04 ملايين   | 1.45 مليون في اليابان، 1.48 مليون حول العالم           | أ.ش: 25 سبتمبر 2015 ياب: 2 يوليو 2015 أور: 2 أكتوبر 2015                       |
| يوكاي واتش 2: شينؤتشي                             | 2.61 ملايين   | 2.61 ملايين في اليابان                                 | ياب: 13 ديسمبر 2014                                                            |
| أسطورة زيلدا: وصلة بين العالمين                   | 2.51 ملايين   | 0.47 مليون في اليابان، 2.04 ملايين حول العالم          | أ.ش، أور: 22 نوفمبر 2013 أس: 23 نوفمبر 2013 ياب: 26 ديسمبر 2013                |
| منستر هنتر 3 ألتيميت                              | 2.5 ملايين    | —                                                      | ياب: 10 ديسمبر 2011 أ.ش: 19 مارس 2013 أور: 22 مارس 2013                        |
| بيبر ماريو: ستيكر ستار                            | 2.21 ملايين   | 0.54 مليون في اليابان، 1.28 مليون حول العالم           | أ.ش: 11 نوفمبر 2012 ياب: 6 ديسمبر 2012 أور: 7 ديسمبر 2012 أس: 8 ديسمبر 2012    |
| يوكاي واتش باسترز: ريد كات تيم أند وايت دوغ سكواد | 2.2 ملايين    | 2.2 ملايين في اليابان                                  | ياب: 11 يوليو 2015                                                             |
| ماريو أند لويجي: دريم تيم                         | 2.08 ملايين   | 0.47 مليون في اليابان، 1.61 مليون حول العالم           | أور: 12 يوليو 2013 أس: 13 يوليو 2013 ياب: 18 يوليو 2013 أ.ش: 11 أغسطس 2013     |
| أسطورة زيلدا: قناع ماجورا 3دي                     | 2.03 ملايين   | —                                                      | فبراير 2015                                                                    |
| سوبر ماريو ميكر                                   | 2.01 ملايين   | 1.04 مليون في اليابان، 0.97 مليون حول العالم           | ديسمبر 2016                                                                    |
| فاير إمبلم فايتس                                  | 1.84 مليون    | —                                                      | ياب: 25 يونيو 2015 أ.ش: 19 فبراير 2016 أور: 20 مايو 2016 أس: 21 مايو 2016      |
| فاير إمبلم أوايكنينج                              | 1.79 مليون    | —                                                      | ياب: 19 أبريل 2012 أ.ش: 4 فبراير 2013 أور: 19 أبريل 2013 أس: 20 أبريل 2013     |
| كيربي: تريبل ديلوكس                               | 1.78 مليون    | —                                                      | أ.ش: 2 مايو 2014 أور: 16 مايو 2014 ياب: 11 يناير 2014                          |
| دونكي كونغ كانتري ريترنز 3دي                      | 1.52 مليون    | 0.37 مليون في اليابان، 1.16 مليون حول العالم           | أ.ش، أور: 24 مايو 2013 أس: 25 مايو 2013 ياب: 13 يونيو 2013                     |
| بازل أند دراغونز زد: بازودورا زد                  | 1.5 مليون     | —                                                      | ياب: 12 ديسمبر 2013                                                            |
| كينغدوم هارتس 3D: دريم دروب ديستنس                | 1.32 مليون    | —                                                      | ياب: 29 مارس 2012 أور: 20 يوليو 2012 أس: 26 يوليو 2012 أ.ش: 31 يوليو 2012      |
| كيربي: بلانيت روبوبوت                             | 1.32 مليون    | 0.49 مليون في اليابان، 0.59 مليون حول العالم           | أ.ش، أور: 10 يونيو 2016 أس: 11 يونيو 2016 ياب: 28 أبريل 2016                   |
| يوكاي واتش                                        | 1.29 مليون    | 1.29 مليون في اليابان                                  | ياب: 11 يوليو 2013 أ.ش: 6 نوفمبر 2015 أور: 29 أبريل 2016 أس: 5 ديسمبر 2015     |
| دراغون كويست 7                                    | 1.23 مليون    | 1.23 مليون في اليابان                                  | ياب: 7 فبراير 2013 أ.ش، أور: 16 سبتمبر 2016 أس: 17 سبتمبر 2016                 |
| بوكيمون سوبر ميستري دانجن                         | 1.22 مليون    | —                                                      | ياب: 17 سبتمبر 2015 أ.ش: 20 نوفمبر 2015 أور: 19 فبراير 2016 أس: 20 فبراير 2016 |
| مدينة ليغو السرية: بداية المطاردة                 | 1.2 مليون     | 1.19 مليون حول العالم                                  | أ.ش: 21 أبريل 2013 أور: 26 أبريل 2013 أس: 27 أبريل 2013 ياب: 5 مارس 2015       |
| سوبر ستريت فايتر 4: 3دي إديشن                     | 1.2 مليون     | —                                                      | ياب: 26 فبراير 2011 أور: 25 مارس 2011 أ.ش: 27 مارس 2011 أس: 31 مارس 2011       |
| كيد إيكاروس: أبرايسنغ                             | 1.18 مليون    | —                                                      | مارس 2012                                                                      |
| أسطورة زيلدا: أبطال القوة الثلاثية                | 1.14 مليون    | —                                                      | أكتوبر 2015                                                                    |
| ماريو بارتي: آيلاند تور                           | 1.14 مليون    | 0.82 مليون حول العالم، 0.32 مليون في اليابان           | أ.ش: 22 نوفمبر 2013 أور: 17 يناير 2014 أس: 18 يناير 2014 ياب: 20 مارس 2014     |
| ماريو تنس أوبن                                    | 1.11 مليون    | 0.34 مليون في اليابان، 0.74 مليون حول العالم           | مايو 2012                                                                      |
| بوكيمون رامبل بلاست                               | 1.08 مليون    | 0.32 مليون في اليابان، 0.76 مليون حول العالم           | أ.ش: 24 أكتوبر 2011 أور: 2 ديسمبر 2011 ياب: 11 أغسطس 2011                      |
| بريفلي ديفولت                                     | مليون         | 0.4 مليون في اليابان، 0.6 مليون حول العالم             | أ.ش: 7 فبراير 2014 ياب: 11 أكتوبر 2012 أور: 6 ديسمبر 2013 أس: 7 ديسمبر 2013    |
| فانتازي لايف                                      | مليون         | —                                                      | ياب: 27 ديسمبر 2012 أ.ش: 24 أكتوبر 2014 أور: 26 سبتمبر 2014 أس: 24 سبتمبر 2014 |
| مانستر سترايك                                     | مليون         | مليون في اليابان                                       | ياب: 17 ديسمبر 2015                                                            |

جميع ألعاب نينتندو 3دي إس قد باعت حتى 30 سبتمبر 2015: 244.86 مليون.